# Тейшейра, Жорже
Жорже Филипе Авелино Тейшейра (порт. Jorge Filipe Avelino Teixeira; 27 августа 1986, Лиссабон, Португалия) — португальский футболист, защитник клуба «Сент-Трюйден».

## Клубная карьера
Тейшейра — воспитанник лиссабонского «Спортинга». Он начал карьеру выступая за клубы низших дивизионов чемпионата Португалии: «Каса-Пиа», «Одивелаш» и «Фатима». В 2008 году Жорже переехал на Кипр, где играл за «Атромитос» и «Пафос».
В 2009 году Тейшейра подписал контракт с израильским «Маккаби» из Хайфы. 22 августа в матче против «Хапоэля» из Акко он дебютировал в чемпионате Израиля. 15 мая 2010 года в поединке против «Бней Иегуда» Жорже забил свой первый гол за команду из Хайфы.
Летом того же года Тейшейра перешёл в швейцарский «Цюрих». 20 июля в матче против «Базеля» он дебютировал в швейцарской Суперлиге. В этом же поединке он забил свой первый гол за новый клуб. В начале 2013 года Жорже на правах аренды перешёл в итальянскую «Сиену». 10 февраля в матче против «Болоньи» он дебютировал в Серии А. После возвращения в «Цюрих» Тейшейра помог команде выиграть Кубок Швейцарии.
Летом 2014 года Жорже перешёл в льежский «Стандард». 25 августа в матче против «Шарлеруа» он дебютировал в Жюпиле лиге. 21 сентября в поединке против «Васланд-Беверен» Тейшейра забил свой первый гол за льежский клуб.
В начале 2016 года Жорже перешёл в английский «Чарльтон Атлетик». Сумма трансфера составила 500 тыс. евро. 23 января в матче против «Блэкберн Роверс» он дебютировал в Чемпионшипе. 13 марта в поединке против «Мидлсбро» Тейшейра забил свой первый гол за «Чарльтон Атлетик».

## Достижения
«Цюрих»
- Обладатель Кубка Швейцарии: 2013/14